# Genrō
Genrō (jap. „jedanaest osnivača”; hiragana げんろう, kanji 元老), pojam kojim se označava skupinu od devetorice (od 1912. dvanaestorice) državnika. To su bili savjetnici japanskoga cara tijekom razdoblja Meijija. Prirodni su sljednici rōjūa iz razdoblja Edoa. Imali su moć preporučiti postavljanje ljudi na ministarske položaje. Općenito su došli iz samurajskih obitelji, većinom iz pokrajina Satsume i Chōshūa. Iznimka je bio posljednji genrō koji nije bio iz samurajske nego iz aristokratske obitelji, Saionji Kimmochi. Naslov koji su ti savjetnici nosili je genkun. Do poslije Prvoga svjetskog rata brojem i moću su bitno oslabili te je 1920. ukinuto mjesto genrōa.